# Betta stiktos
Betta stiktos е вид бодлоперка от семейство Osphronemidae.

## Разпространение
Видът е разпространен в Камбоджа.

## Описание
На дължина достигат до 2,8 cm.